# Klyfttjärnen (Tännäs socken, Härjedalen, 693358-133192)
Klyfttjärnen är en sjö i Härjedalens kommun i Härjedalen och ingår i Ljusnans huvudavrinningsområde. Sjön har en area på 0,351 kvadratkilometer och ligger 730,4 meter över havet.

## Delavrinningsområde
Klyfttjärnen ingår i det delavrinningsområde (693438-132996) som SMHI kallar för Ovan Urgan. Medelhöjden är 731 meter över havet och ytan är 17,35 kvadratkilometer. Räknas de 34 avrinningsområdena uppströms in blir den ackumulerade arean 284,45 kvadratkilometer. Tännån som avvattnar avrinningsområdet har biflödesordning 2, vilket innebär att vattnet flödar genom totalt 2 vattendrag innan det når havet efter 385 kilometer. Avrinningsområdet består mestadels av skog (90 procent). Avrinningsområdet har 0,52 kvadratkilometer vattenytor vilket ger det en sjöprocent på 3 procent.